# Jules Sambon
Giulio Nino - Jules - Sambon (Napoli, 4 febbraio 1837 – Londra, 6 maggio 1921) è stato un numismatico italiano di oggetti, sia archeologici che moderni, legati al tema teatrale (classico, popolare, melodramma, di prosa) e all’intrattenimento ludico (giochi infantili, di strategia e d'azzardo) e mercante d'arte e di antichità in Italia e in Francia negli ultimi decenni del XIX secolo e dei primi del XX secolo.

## Biografia
Nacque a Napoli il 4 febbraio 1837 da Louis Sambon, studioso di diplomatica per professione e appassionato di numismatica, e Anna de Cesare, residenti in strada di Chiaia, 104.
Il padre si trasferì a seguito della famiglia de Rohan, di cui era bibliotecario. Fu battezzato come Giulio Nino. Partecipò attivamente e in prima persona al Risorgimento italiano si unì, da volontario, nel 1860 alle file dei Carabinieri genovesi di Mosto al seguito di Giuseppe Garibaldi e partecipò a tutte le campagne del biennio 1860-1861, combattendo a Palermo e a Milazzo, sul Volturno; in uno presso Caserta fu anche ferito. Parlava correntemente italiano, francese e inglese.
Il 20 giugno 1865 sposò  a Barnes, Laury Elizabeth Day, parente di Charles Dickens e discendente di Vitus Bering. Da queste nozze nasceranno i figli Luigi (Milano, 7 novembre 1865 - Parigi 30 agosto 1931), e Arthur Sambon (Portici, 17 agosto 1867 - Parigi, 19 dicembre 1947) che intraprenderanno rispettivamente la carriera medica a Londra e quella di mercante d’arte a Parigi. Fu parte attiva di circoli e salotti napoletani, dove conobbe e si confrontò con insigni personaggi dell’epoca, come Alessandro Castellani, Giuseppe Fiorelli, Felice Barnabei. Frequentando la libreria Detken & Rocholl di Piazza del Plebiscito a Napoli strinse amicizia con Antonio Ranieri e il conte Michał Tyszkiewicz (Wołożyn, 4 dicembre 1828 - Roma , 18 novembre 1897).
Nel 1871 Giulio Sambon collaborò con Alessandro Castellani all’organizzazione per la prima Esposizione internazionale marittima, una mostra sul tema del mare con oggetto espositivo il progresso scientifico e industriale, e, poi all’Esposizione nazionale di Belle Arti del 1877, con il relativo Congresso Artistico, i cui preparativi cominciano quattro anni prima. Sambon fu il curatore di due sezioni e prestò per la sezione sulla numismatica un paliotto d’altare e delle medaglie italiane del XIV, XV e XVI secolo e per quella delle porcellane un servizio da caffè, piatti, vassoi, statuette, un orologio e un calamaio, per un totale di centosettanta opere prestate, tanto da avere un’intera sala a lui intitolata.
Nel 1879, fu inserito da Angelo De Gubernatis (Torino, 7 aprile 1840 - Roma, 26 febbraio 1913) nel suo Dizionario degli scrittori contemporanei, per la produzione scientifica che gli attirò l'attenzione e l'apprezzamento degli specialisti del settore. Avendo rilevato nel 1882 la ditta “Raffaele Dura” aprì l’“Impresa di vendita in Italia Giulio Sambon”, attiva per vent’anni, con sedi a Napoli, a Roma, a Firenze e a Milano; la sede milanese dal 1885 era in corso Vittorio Emanuele 37; la sede a Napoli era in via Gennaro Serra 24, corrispondente alla sua residenza (nella quale commissionò la decorazione pittorica di varie sale a Gaetano D'Agostino), a partire dal 1886; la sede romana da via della Croce 44 - dove era nel 1886 - si spostò in via Condotti 44 dall’anno seguente e quella fiorentina dal 1887 era in via Martelli 4.
La sua raccolta di monete, per lo più dell’Italia meridionale, per importanza rivaleggiava con quella del re Vittorio Emanuele III di Savoia fu venduta all’incanto attraverso il Catalogo della collezione Sambon di monete dell'Italia meridionale in oro, argento e bronzo dal VII al XIX secolo, in Milano il 5 aprile 1897 e giorni consecutivi, dalla sua stessa Impresa di vendite. L’approvazione della legge di tutela del patrimonio artistico nel 1902 e il successivo divieto di vendita ed esportazione di oggetti da scavo e di manufatti di pregio lo spinse, tra il 1904 e 1908, lo spinse a trasferirsi a Parigi, città in cui il figlio Arthur gestiva una casa d’asta. Nel 1912 pubblicò il Repertorio generale delle monete coniate in Italia e da italiani all’estero dal secolo V al XX, concentrandosi sul periodo dal 476 al 1266 d.C., opera per cui Giulio Sambon fu invitato come relatore al Congresso Archeologico Internazionale organizzato a Roma dal 9 al 16 ottobre 1912. Il 6 maggio 1921, morì a Londra, nella casa del figlio Louis ad Hampstead, all’età di ottantacinque anni, per una polmonite.